# München-Trudering (stacja kolejowa)
München-Trudering – stacja kolejowa w Monachium, w kraju związkowym Bawaria, w Niemczech. Stacja obsługiwana jest przez pociągi S-Bahn.
Znajduje się tu również stacja metra.